# Mutodites megacantha
Mutodites megacantha är en skalbaggsart som först beskrevs av August Reichensperger 1938.  Mutodites megacantha ingår i släktet Mutodites och familjen stumpbaggar. Inga underarter finns listade i Catalogue of Life.